# 第一次費宏內閣
第一次費宏內閣成立於嘉靖三年七月二十六日（1524年8月25日），結束於嘉靖五年五月十八日（1526年6月27日）。是明世宗統治下的第四個內閣，由時任柱國兼少保費宏組閣。
嘉靖四年十一月二十六日（1525年12月10日），費宏內閣閣員皆與議禮派核心人物、時任禮部尚書席書交惡，御史吉棠為確保朝廷穩定運作，奏請世宗將隸屬議禮派、惟與費宏同為正德朝老臣的提督三邊楊一清召回內閣，以防止黨爭愈演愈烈，獲得世宗准允，次年五月十八日，世宗任命楊一清為少師、吏部尚書兼武英殿大學士，地位躍居費宏之上（費宏與楊一清同為少師，但無六部尚書頭銜），費宏只得退居次輔之位；同日世宗正式任命楊一清出任內閣首輔。

## 內閣成員
| 職位         | 姓名   | 備注                                                               |
| ------------ | ------ | ------------------------------------------------------------------ |
| 首輔         | 費宏   | 毛紀內閣續任                                                       |
| 次輔         | 石珤   | 毛紀內閣續任，本為文淵閣大學士，嘉靖四年（1525年）晉升謹身殿大學士 |
| 文淵閣大學士 | 賈詠   | 嘉靖四年（1525年）晉升武英殿大學士                                 |
| 武英殿大學士 | 楊一清 | 梁儲內閣期間離職，嘉靖四年復職                                     |